# Dariusz Mikulski
Dariusz Mikulski (ur. 25 lutego 1973 w Zelowie) – polski waltornista i pedagog.

## Życiorys
Absolwent Akademii Muzycznej w Łodzi (dyplom w 1996) oraz Staatliche Hochschule für Musik und Darstellende Kunst w Stuttgarcie (dyplom w 1998). Doktor habilitowany, pedagog na Akademii Muzycznej w Łodzi.
Dyrektor Naczelny i Artystyczny Filharmonii Sudeckiej w Wałbrzychu (2005-2010).
Laureat nagród licznych konkursów muzycznych, m.in.:
- 1992: Międzynarodowy Konkurs Muzyki Kameralnej w Enschede
- 1994: Łódzki Festiwal Młodych Waltornistów
- 1997: Międzynarodowy Konkurs Waltorniowy „Praska Wiosna”
- 1997: Międzynarodowy Konkurs Waltorniowy im. Petera Damma w Iserlohn
- 1998: Międzynarodowy Konkurs Waltorniowy w Toulonie
- 2000: Międzynarodowy Konkurs Waltorniowy w Markneukirchen

Odznaczony Brązowym Medalem „Zasłużony Kulturze Gloria Artis” (2008).